# مقاطعة شيرآباد
مقاطعة شيرآباد (بالإنجليزية: Sherobod District)‏ هي مقاطعة تقع في أوزبكستان في ولاية صرخنداريا. يقدر عدد سكانها بـ 134,700 نسمة ومساحتها 2,730 كم2 .